# Ian McLagan
Ian McLagan (jako Ian Patrick McLagan, 12. května 1945, Hounslow, Spojené království – 3. prosince 2014, Austin, Texas, USA ) byl anglický hudebník a skladatel, Známý jako klávesista skupiny Small Faces.